# Lijmklem

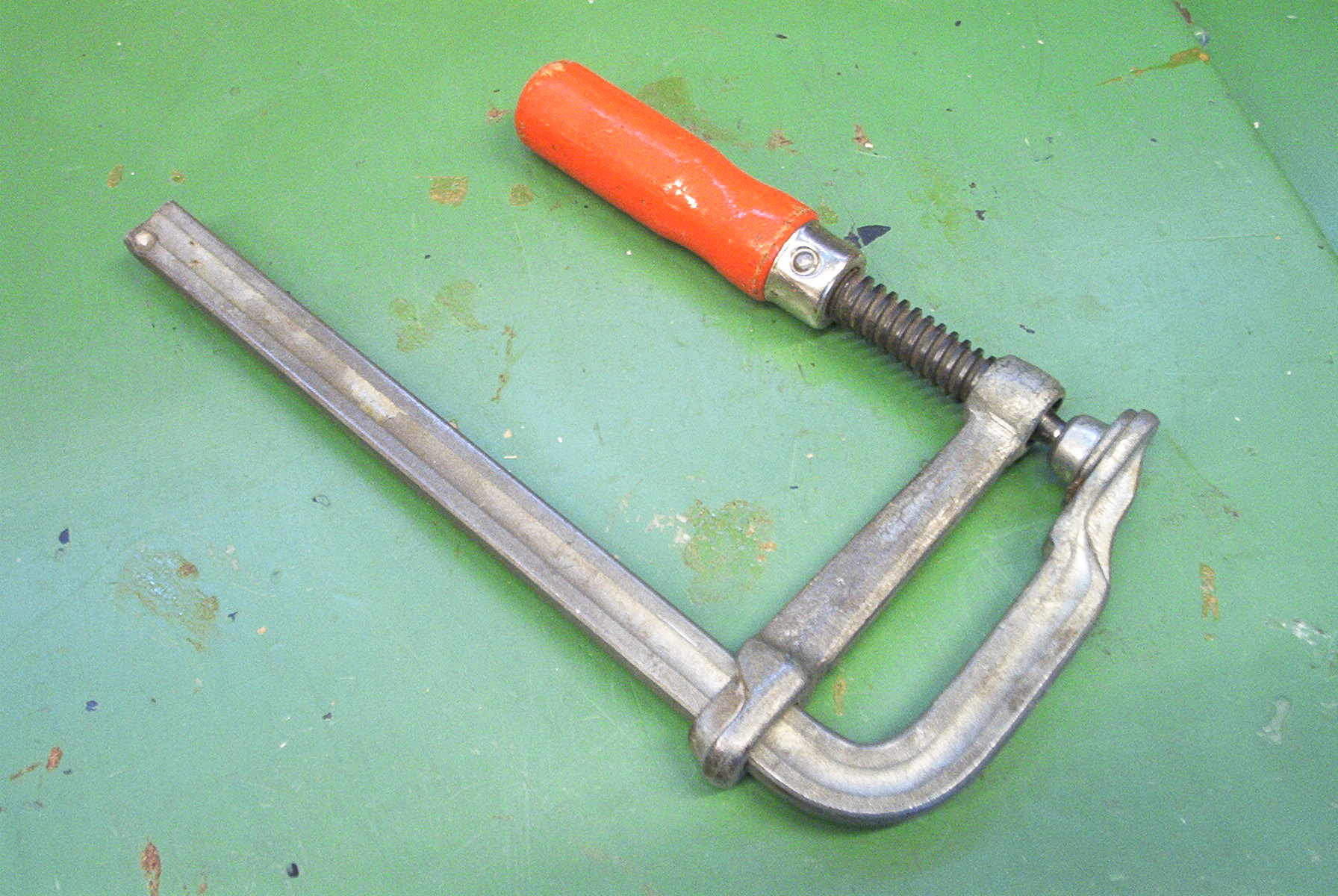
Metalen lijmklem

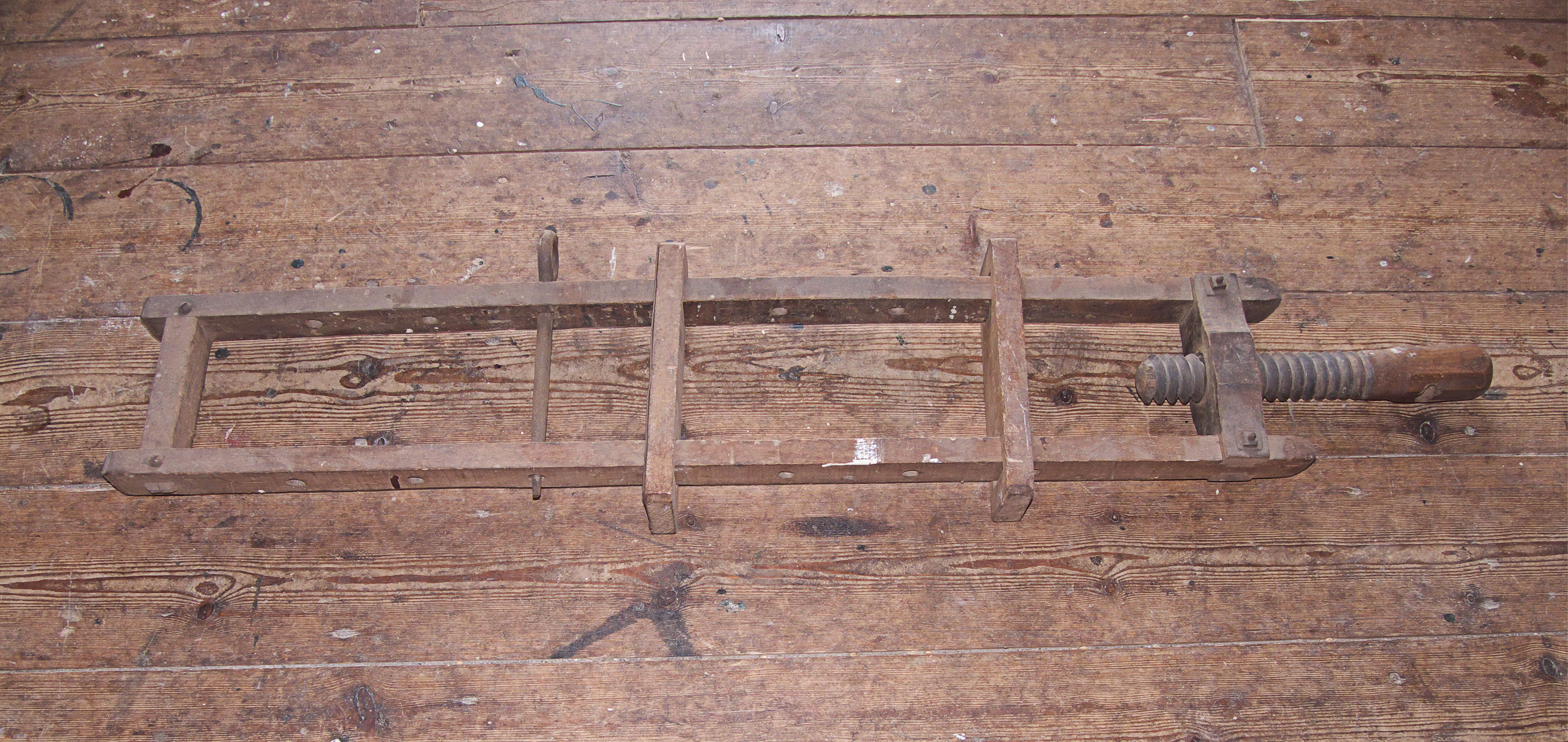
Houten lijmklem

Een lijmklem, ook lijmtang of serre-joint (uitspraak meestal als: sergeant), is een stuk gereedschap dat gebruikt wordt om onderdelen die aan elkaar gelijmd moeten worden, tijdelijk te klemmen, totdat de lijm droog is.
Vroeger was de lijmklem van hout gemaakt, later van metaal.
De meeste lijmklemmen bestaan uit een platte geleider met aan het eind haaks daarop een breder metalen houder. Over de geleider kan een andere houder worden geschoven, hierin zit een schroefas met een handvat. Tussen de vaste houder en de losse houder kan een werkstuk worden geklemd door de schroef met het handvat vast te draaien.

## Lijmknecht
Voor heel grote werkstukken wordt wel een lijmknecht gebruikt. Het principe is hetzelfde als bij de lijmklem. Het uiterlijk verschilt: de lijmknecht is zwaarder uitgevoerd en bestaat uit een lange stalen geleider, waar aan de ene kant een gietijzeren kop zit, waarin de schroefas is bevestigd. Deze kan via een klemplaatje via een hendel aangedraaid worden. In de lange geleider zitten op gelijke afstand van elkaar gaten, bij deze gaten kan de losse geleider worden vastgezet met een pen. Tussen de vaste en losse klem kan het werkstuk worden vastgezet.
Een lijmknecht (in het bijzonder een lange lijmklem) wordt ook wel sergeant genoemd. Dat woord is een verbastering van het Franse "serre-joint". De militaire rang sergeant komt van "serre-gens".

## Nieuwer type
Een nieuw type lijmklem bestaat, net als de gebruikelijke typen uit een soort u-vorm, waarbij echter het spannen gebeurt door middel van een handeltje dat stapsgewijs, onder druk van een veer, het werkstuk klemt. Met een ander handeltje wordt de zaak weer ontspannen en kan het werkstuk eruit worden gehaald.

## Verstek

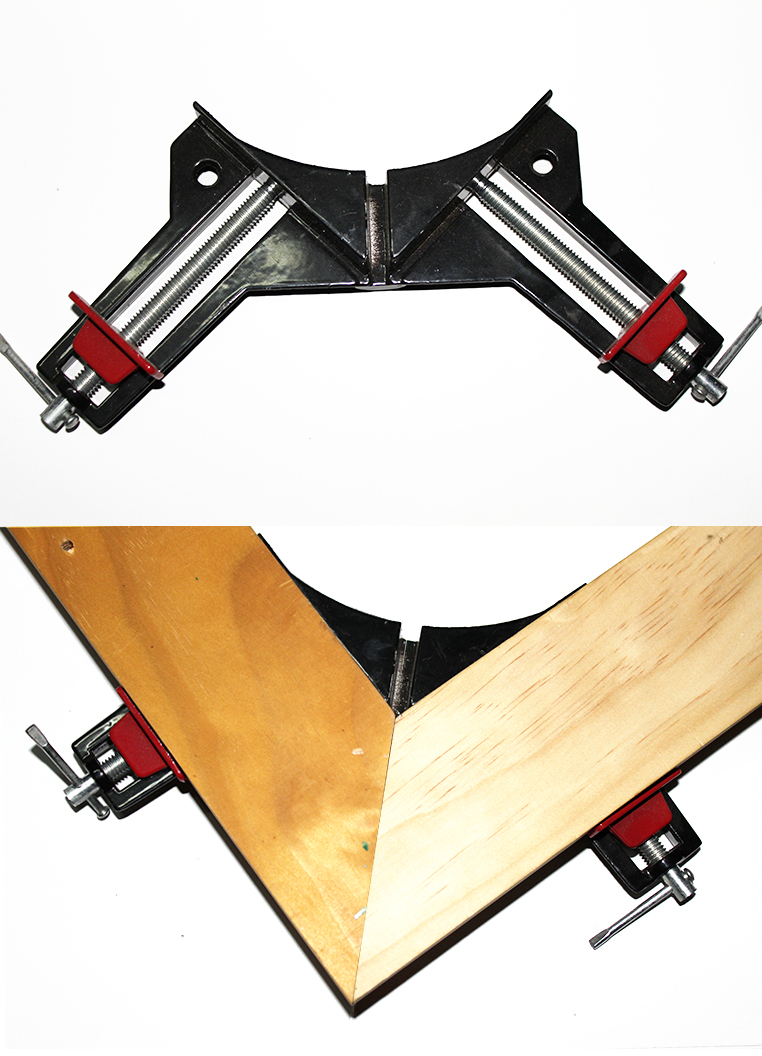
Lijmklem om verstek te lijmen

Er bestaan speciale lijmklemmen voor het klemmen van verstek gezaagde delen, zoals schilderijlijstjes. Deze kunnen de twee delen van het gezaagde hout onder exact 90° tegen elkaar klemmen.
Belangrijk voor een goed resultaat is dat de tegenoverstaande zijden van de lijst exact even lang zijn. Bij voorkeur worden hierbij vier lijmklemmen tegelijk gebruikt.